# Municipio de Cashiers
El municipio de Cashiers (en inglés: Cashiers Township) es un municipio ubicado en el  condado de Jackson en el estado estadounidense de Carolina del Norte. En el año 2010 tenía una población de 1.974 habitantes.

## Geografía
El municipio de Cashiers se encuentra ubicado en las coordenadas 35°5′25.33″N 83°5′33.53″O / 35.0903694, -83.0926472.